# جباری پارکر
جباری علی پارکر (متولد ۱۵ مارس سال ۱۹۹۵) بازیکن حرفه‌ای بسکتبال است که برای تیم میلواکی باکس در NBA بازی می‌کند. او در انتخاب شماره ۲ مراسم درفت سال ۲۰۱۴ انتخاب شد. او دوران دانشگاه خود را در دانشگاه Duke به اتمام رساند. پارکر یک بازیکن عالی در دبیرستان بود، به‌طوری‌که به دبیرستان Simeon کمک کرد تا ۴ سال متوالی قهرمان ایالت خود بشود. و توسط Gatorade و McDonald's به عنوان بهترین بازیکن سال دبیرستان نام گرفت. در سال اول حضورش در دانشگاه Duke، به تیم منتخب آمریکایی‌ها راه یافت و عنوان بهترین بازیکن سال اولی دانشگاه را ازآن خود کرد. او پسر بسکتبالیست قدیمی،Sonny Parker است.

## زندگی اولیه
خانواده جباری از قبل از تولد او، در قسمت جنوبی شیکاگو ساکن بودند. همچنین پدر او از سال ۱۹۹۰ به عنوان رئیس مؤسسه منطقه شهری شیکاگو به رشد بچه‌ها خدمت زیادی کرد. پارکر بسکتبال را در یکی از صدها بازی پدرش کشف کرد و با کمک برادرش مهارت‌های بسکتبالی خود را در زمین بسکتبال Hype Park گسترش داد. در زمانی که او در دوم دبستان بود، مهارت‌های بسکتبالی او حتی از بازیکنان پنجم دبستان هم بهتر بود. همچنین پارکر همیشه متشکر پسر عموی خود Jay است که با هم بزرگ شدند. بعضی اوقات، جباری و کریسشن (برادرش) تمام شب را در کلیسا به بسکتبال بازی کردن می‌پرداختند. در حقیقت جباری برای تیم کلاس هشتم زمانی بازی می‌کرد که در کلاس چهارم بود اما بخاطر مسائل بیمه، نتوانست با آن کلاس به مسابقات برود. وقتی او به کلاس پنجم رفت، از ۵ تیم دبیرستانی حاضر در لیگ ۱ به عنوان یک گارد، درخواست داشت. وقتی او در کلاس ششم یود، یک روز به دبیرستان Simeon رفت و در آنجا با دریک رز به بازی پرداخت. او به مدرسه راهنمایی Robert A. Black Magnet و با تصمیم به رفتن به دبیرستان Simeon، سر تیتر خبرها را ازآن خود کرد. پارکر دو خواهر بزرگتر از خود هم داشت که به دبیرستان Simeon می‌رفتند.

## دوران دبیرستان

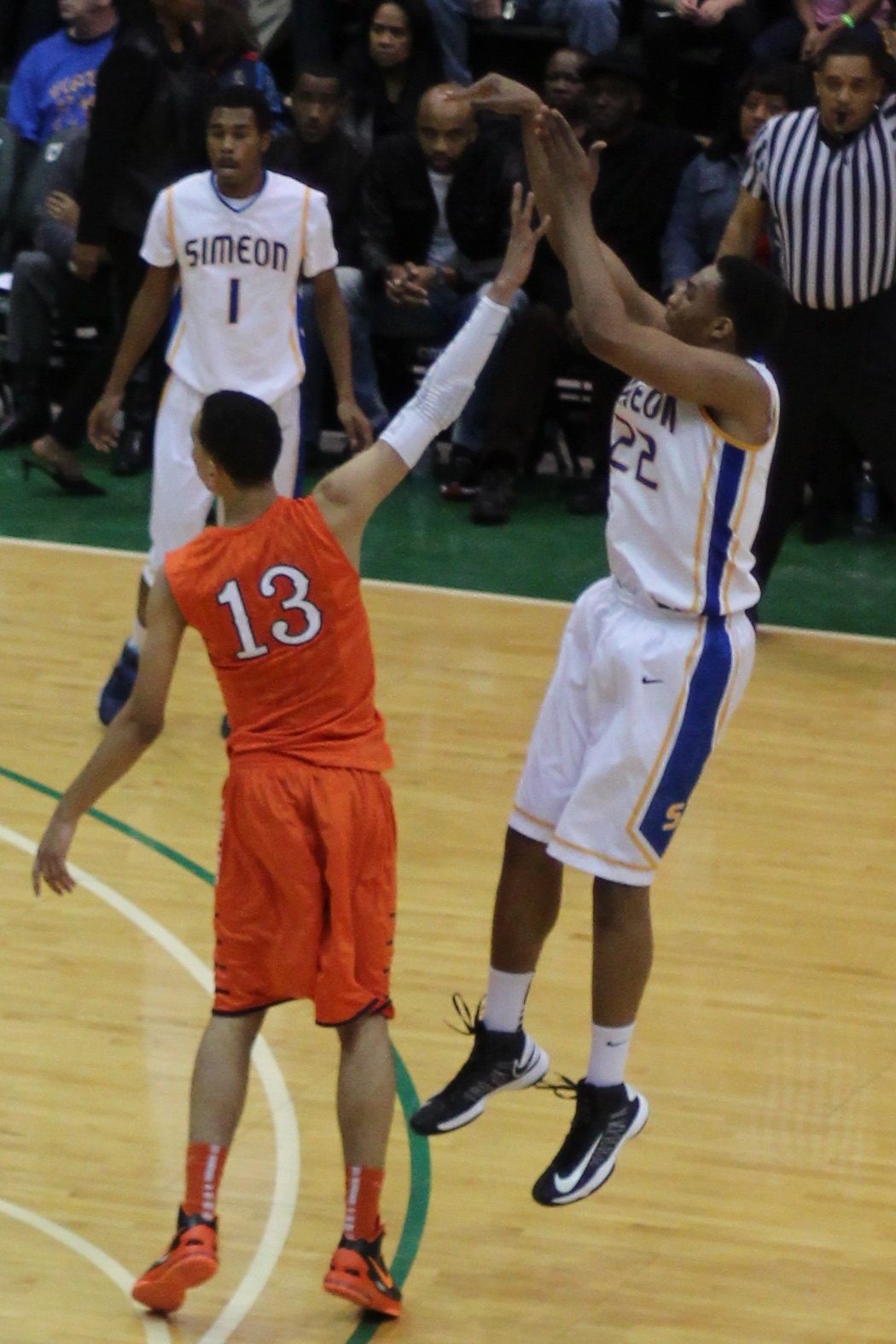
جباری پارکر در جریان بازی لیگ دبیرستان عمومی شیکاگو

### سال اول
پارکر اولین بازیکن سال اولی بود که در تیم اول دبیرستان Simeon قرار داشت. در آن فصل، او توانست میانگین ۹ امتیاز،۵ ریباند و ۳ پاس منجر به گل را به ثبت برساند؛ و تیمش برخلاف رکورد ۲۵ برد و ۵ یاخت، قهرمان ایالت خود شد. در آخر فصل، او پیشنهادهای زیادی از دانشگاه‌هایی مانند،Illinois, Kansas, DePaul, Pittsburgh, Northwestern, Florida, Washington, BYU و Oregon State داشت. همچنین او عنوان بهترین بازیکن سال اولی ESPN را در سال ۲۰۱۰ ازآن خود کرد.

### سال دوم
به عنوان یک سال دومی، پارکر به تیمش کمک کرد تا در بیشتر فصل جزو ۵ تیر برتر آمریکا باشد. در آن فصل، او میانگین ۱۵٫۳ امتیاز و ۵٫۹ ریباند را به ثبت رساند و تیمش با رکورد ۳۰ برد و ۲ باخت برای دومین بار متوالی، قهرمان ایالت خود شد. همچنین او در سال ۲۰۱۱ عنوان برترین بازیکن سال دومی ESPN را ازان خود کرد.

### سال سوم
در طول پیش سال سوم، جباری در آکادمی مهارت‌های لبرون جیمز شرکت کرد و یکی از بهترین بازیکنان سال سومی بود که برای مسابقات Nike دعوت شد و توانست عنوان با ارزشمندترین بازیکن را بدست آورد.
در طول فصل، پارکر رکورد امتیاز در یک بازی دبیرستان Simeon را با کسب کردن ۴۰ امتیاز در ۲۱ دقیقه و اضافه کردن ۱۶ ریباند و ۶ بلاک شات، به نام خود ثبت کرد. به عنوان یک بازیکن سال سومی دبیرستانی، او از دانشگاه‌های Duke, Kansas, BYU, Kentucky و UNC پیشنهاد داشت. در ۱۷ فوریه، پارکر و Simeon قهرمان تورنمنت لیگ عمومی شدند. هر دو مرحله آخر یعنی نیمه نهایی و نهایی از شبکه ESPN3 به‌طور مستقیم پخش شدند. مربیان دانشگاهی بنامی مانند Izzo, Krzyzewski, Matta , Weber و Mayor Emanuel به همراه کادر کمک‌های خود یکی از تماشاگران بازی نیمه نهایی Simeon در برابر Young در جام ایالتی بودند که در نهایت با برد Simeon به اتمام رسید. در آن بازی پارکر با ۱۸ امتیاز و ۶ ریباند پیشتاز تیم خود بود. در آن روزها پارکر اعلام کرد که حتی با وجود اخراج شدن Weber، او هنوز به دانشگاه Illinois و دیگر دانشگاه‌های داخل ایالت علاقه دارد. پارکر در بازی فینال که به قهرمانی Simeon انجامید ۱۵ امتیاز کسب کرد تا در سال سوم حضورش، تیمش رکورد ۳۳ برد و ۱ باخت را به ثبت برساند. در طول فصل، پارکر میانگین ۱۹٫۵ امتیاز،۸٫۹ ریباند،۴٫۹ پاس منجر به گل،۳٫۳ بلاک شات و ۱٫۳ توپ ربایی را به ثبت رساند. در همان فصل، عکس او در صفحه اول مجله Sports Illustrated قرار گرفت.
بخاطر تأثیرش، پارکر مورد تمجید خیلی‌ها قرار گرفت.

### سال چهارم
پارکر درحالی وارد تابستان ۲۰۱۲ شد ه به عنوان بازیکن شماره ۱ کشور شناخته می‌شد؛ البته تا زمانی که مصدومیت پایش مصدوم شد و باعث شد که چند بازی را در جام جهانی زیر ۱۷ سال از دست بدهد. در ۲۰ دسامبر ۲۰۱۲، او اعلام کرد که به دانشگاه Duke خواهد رفت. در طول سال چهارم، جباری و Simeon 6 بازی تدارکاتی داشتند که باید به قسمت‌های مختلف کشور سفر می‌کردند.
پارکر در بازی فینال که به چهارمین قهرمانی Simeon منجر، با کسب ۲۰ امتیاز و ۸ ریباند پیشتاز تیمش بود.

## دوران دانشگاه

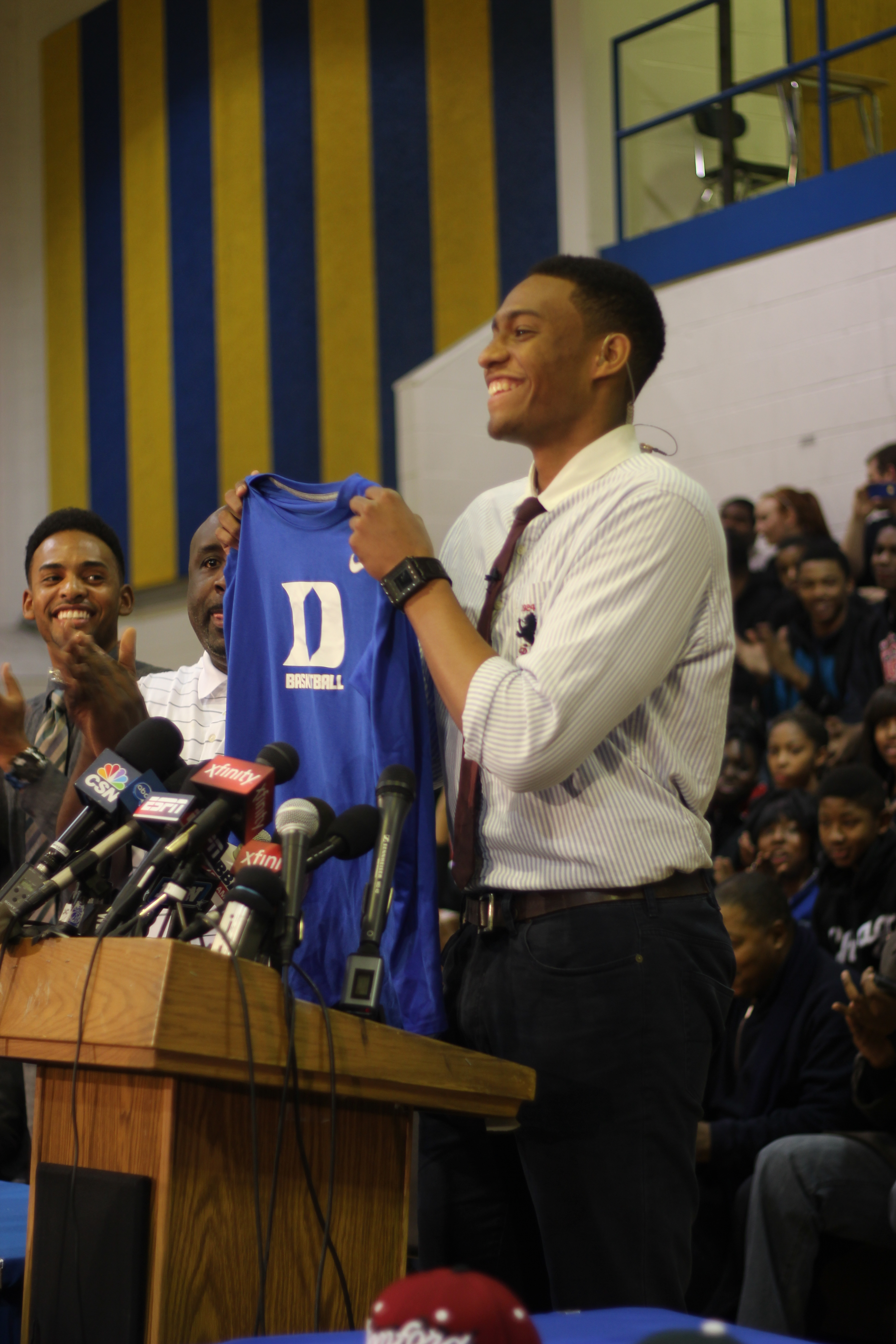
جباری پارکر با پیراهن بسکتبال مردانه.

در طول تابستانی که باید آزمون دانشگاه Duke را می‌داد، پارکر در تورنمنت‌های Chi-League و pro-am شرکت کرد. در طول مسابقات هدف پارکر اثبات کردن خود به عنوان بازیکن سال اولی شروع‌کننده برای دانشگاه Duke بود و شماره ۱ دانشگاه Duke را به خود اختصاص داد؛ شماره‌ای که آخرین بار کایری اروینگ آن را در این دانشگاه پوشید.
شروع بکار جباری برای دانشگاه Duke، به دست آوردن ۲۲ امتیاز،۶ ریباند،۲ پاس منجر به گل و ۱ بلاک شات در تاریخ ۸ نوامبر در برابر دانشگاه Davidson بود. بخاطر همین بازی او، او به عنوان بهترین بازیکن سال اولی منطقه خود انتخاب شد. و در ۱۳ نوامبر دوباره عکس او بر روی صفحه اول مجله Sports Illustrated چاپ شد. در ۲۵ ژانویه، پارکر ۱۴ امتیاز و ۱۴ ریباند کسب کرد تا Krzyzewski رکورد ۹۰۰ برد با دانشگاه Duke را جشن بگیرد.
در بازی‌های بعد از فصل، در نیمه نهایی مسابقات منطقه ACC، پارکر ۲۰ امتیاز کسب کرد که این ۱۷امین باری بود که این رکورد را کسب کرده‌است؛ و او را پشت سر استفان ماربوری با ۱۸ بازی ۲۰ امتیازی قرار داد. در ۱۶ مارس در بازی فینال مقابل Virginia، او ۲۰ امتیاز کسب کرد و با رکورد ماربوری برابری کرد.

## دوران حرفه‌ای
در ۱۷ آوریل، او اعلام کرد که در مراسم درفت سال ۲۰۱۴ شرکت خواهد کرد. همچنین او با مدیر ورزشی لبرون جیمز، ریچ پال قرارداد امضا کرد. در ۲۶ ژوئن ۲۰۱۴، پارکر در انتخاب شماره ۲ توسط تیم میلواکی باکس انتخاب شد. و بعد از مراسم درفت قراردادی را با شرکت کفش‌سازی جردن امضا کرد.
این بود مختصری از زندگی بازیکن شماره ۲ درفت سال ۲۰۱۴.
اختصاصی بسکتیها
ترجمه شده از صحه همین بازیکن در ویکی‌پدیای انگلیسی